# Folketingstidende
Folketingstidende er en publikation der offentliggør referater af møder og forhandlinger i Danmarks lovgivende forsamling, Folketinget, samt dokumenter der er relevante for disse (eks. lovforslag). Folketingstidende afløste Rigsdagstidende i 1953 efter overgangen til et etkammersystem ved Grundloven af 1953. Siden folketingsåret 2009-10 udgives Folketingstidende ikke længere i trykt form, men udelukkende på hjemmesiden folketingstidende.dk.
Digitaliseringen af Rigsdagstidende blev færdiggjort i 2023. Den blev udgivet af Rigsdagen fra 1850 og frem til grundlovsændringen i 1953, hvor den blev afløst af Folketingstidende. Rigsdagstidende fylder i alt ca. 840.000 sider fordelt på 772 trykte bind. De indeholder referaterne af forhandlingerne i Landstinget og Folketinget.

## Tillæg
Folketingstidende er opdelt i særskilte dele efter emneområde kaldet tillæg. Ved overgangen til den elektroniske udgave af Folketingstidende ændrede de navn til sektioner, men betegnes fra folketingsåret 2018-19 igen som tillæg.
I den oprindelige trykte udgave eksisterede følgende tillæg:
- Tillæg A: Lov- og beslutningsforslag
- Tillæg B: Betænkninger og beretninger
- Tillæg C: Vedtagne lov- og beslutningsforslag
- Tillæg D: Finanslovforslag og betænkninger m.v. relateret til finanslovforslag

Referatet af selve møderne i Folketingssalen blev bragt i delen kaldet "Folketingets Forhandlinger".
I den elektroniske udgave er tillæg A-Ds emneområder stort set identiske med deres trykte modstykker. I stedet for "Folketingets Forhandlinger" findes mødereferaterne nu i tillæg F, om end nogle fortsat henviser til mødereferaterne som Folketingets Forhandlinger. Herudover eksisterer følgende:
- Tillæg E: Aktstykker
- Tillæg G: Forespørgsler til- og redegørelser af ministre, samt forslag til vedtagelse
- Tillæg H: Optryk af lovforslag efter 2. behandling

Specielt om den elektroniske udgave gælder at hvert lovforslag, betænkning, mødereferat osv. er sit eget dokument med egne sidetal, hvor den trykte udgave var nummereret løbende.